# Mees (cráter)

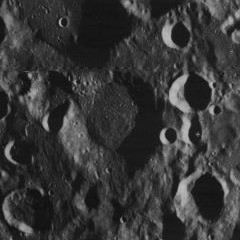
Fotografía de la misión Lunar Orbiter 4 (1967)

Mees es un cráter perteneciente a la cara oculta de la Luna. Se encuentra en una parte de la superficie lunar que a veces puede ser vista desde la Tierra en condiciones de libración y de iluminación favorables. Incluso en este momento, sin embargo, se divisa desde un ángulo muy bajo, y se puede apreciar muy poco detalle.
|  |

Este cráter se encuentra en el borde norte de la enorme falda de materiales eyectados que rodea la cuenca de impacto del Mare Orientale, que se encuentra varios cientos de kilómetros al sur de Mees, donde se localiza su anillo exterior (los Montes Cordillera). Al suroeste de Mees se halla el cráter Elvey y al noreste aparece Einstein, ambos a unos tres diámetros de distancia.

## Cráteres satélite
Por convención estos elementos son identificados en los mapas lunares poniendo la letra en el lado del punto medio del cráter que está más cercano a Mees.
|      | \| Mees \| Coordenadas \| Diámetro \| \| ---- \| ----------------------------- \| -------- \| \| A \| 15°42′N 95°12′O / 15.7, -95.2 \| 36 km \| \| J \| 12°18′N 94°42′O / 12.3, -94.7 \| 26 km \| \| Y \| 15°42′N 96°36′O / 15.7, -96.6 \| 85 km \| |          |
| Mees | Coordenadas | Diámetro |
| A    | 15°42′N 95°12′O / 15.7, -95.2 | 36 km    |
| J    | 12°18′N 94°42′O / 12.3, -94.7 | 26 km    |
| Y    | 15°42′N 96°36′O / 15.7, -96.6 | 85 km    |